# ناحیه فریمونت، شهرستان ساگیناو، میشیگان
ناحیه فریمونت (به انگلیسی: Fremont Township) یک منطقهٔ مسکونی در ایالات متحده آمریکا است که در شهرستان سگینا، میشیگان واقع شده‌است.
 ناحیه فریمونت ۹۵٫۲ کیلومتر مربع مساحت و ۲٬۰۹۶ نفر جمعیت دارد و ۱۹۰ متر بالاتر از سطح دریا واقع شده‌است.